# Justizfall Peltzer
Der Justizfall Peltzer war ein spektakuläres Strafverfahren im Jahr 1882 vor dem Geschworenengericht in Brüssel, bei dem die Brüder Armand und Léon Peltzer wegen Mordes und Mordbeteiligung an dem Anwalt Guillaume Bernays angeklagt waren. Der Mord, seine Vorgeschichte und der Prozess wurden mehrfach literarisch und filmisch verarbeitet.

## Beteiligte Personen und Vorgeschichte

### Julie Bernays, geborene Pecher

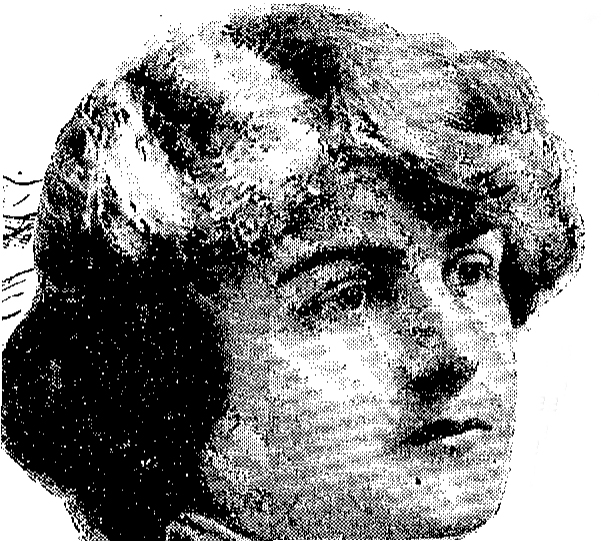
Julie Bernays, geb. Pecher

Julie Bernays, geborene Pecher (* 1851 in Antwerpen; † 1928 ebenda) war die Tochter von Édouard Pecher, dem belgischen Konsul in Rio de Janeiro. Sie heiratete 1872 den auf Handels- und Seerecht spezialisierten Anwalt Guillaume Bernays. Nach der problematischen Geburt des gemeinsamen Sohnes Édouard Victor Marie Guillaume (1874–1940) lebte sich das Ehepaar auseinander. Julie warf ihrem Ehemann seine häufige Abwesenheit vor und unterstellte ihm, eine Affäre unter anderem mit der Haushälterin zu haben. Das Paar erwog die Scheidung, doch ein einberufener Familienrat intervenierte und überzeugte beide davon, weiterhin unter bestimmten Bedingungen und des Kindes wegen – geschwisterlich – „unter einem Dach“ zu leben.

### Guillaume Bernays

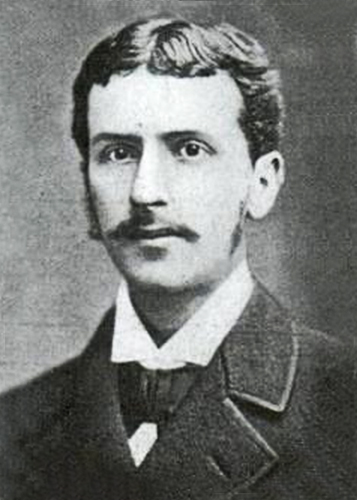
Guillaume Bernays

Guillaume Bernays (* 1848 in Koblenz; † ermordet am 7. Januar 1882 in Brüssel) war promovierter Jurist. Nach dem Studium in Brüssel ließ er sich in Antwerpen als Fachanwalt nieder. Anlässlich seiner Hochzeit mit Julie Pecher im Jahr 1872 konvertierte der aus einer jüdischen Familie stammende Guillaume zum katholischen Glauben.
Ein Jahr später wurde Bernays erstmals von Armand Peltzer kontaktiert, der einen versierten Anwalt für seine beiden Brüder Léon und James suchte, die aufgrund einer betrügerischen Insolvenz in massive finanzielle und juristische Schwierigkeiten geraten waren. Bernays, der die beiden Brüder von seiner Hochzeit her flüchtig kannte, sagte zu und war von Armands persönlichem und finanziellem Einsatz für seine Brüder beeindruckt. Im Laufe der nächsten Monate und Jahre entstand aus dem bisherigen Anwalt-Klienten-Verhältnis eine enge Freundschaft, an der auch Guillaumes Ehefrau ihren Anteil hatte.
Zugleich wuchsen trotz der getroffenen Kompromisslösung die Schwierigkeiten in Guillaumes Ehe mit Julie an, und die gegenseitigen Unterstellungen von Affären nahmen an Schärfe zu. Dies betraf vor allem den Vorwurf, dass der „Freund“ Armand Peltzer, der nach Antwerpen gezogen war, mit Julie eine Liaison eingegangen sei, die zum öffentlichen Gerücht in der Stadt geworden war. Ein erneuter Versuch im Jahr 1881, die Ehe daraufhin aufzulösen, scheiterte diesmal durch die Intervention von Guillaume de Longé, Richter am Kassationshof und Freund der Familie, der das Ehepaar davon überzeugte, eine Vereinbarung zu unterschreiben, in der der „Status quo“ der Familie Bernays festgeschrieben und Armand Peltzer – der Gerüchte wegen – mit Hausverbot belegt wurde.

### Armand Peltzer

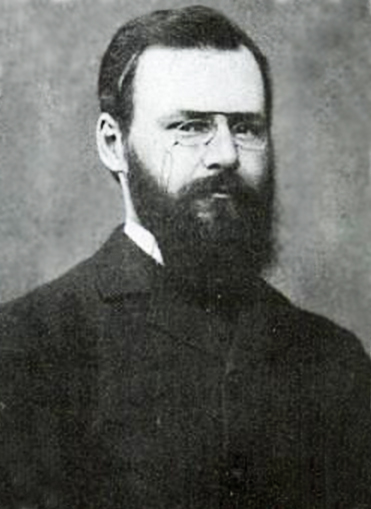
Armand Peltzer

Armand Peltzer (* 1843 in Verviers; † 1885 in Löwen) stammte aus der in Stolberg beheimateten protestantischen Kupfermeisterfamilie Peltzer; seine Eltern waren der Kaufmann Herman Peltzer (1801–1867) und dessen Ehefrau Ida von Gülich (1820–1917). Er war aus geschäftlichen Gründen aus Elberfeld, wohin es seinen Großvater gezogen hatte, nach Verviers ausgewandert, um sich dort, wo bereits andere Verwandte aus einer Vetternlinie als international erfolgreiche Tuchfabrikanten tätig waren, eine neue Existenz aufzubauen. Armand studierte Ingenieurwesen und lebte in Verviers und Buenos Aires, wo er ein Handelsgeschäft aufbaute. Im Jahr 1869 heiratete er in Verviers Maria Charlotta Böcking (1847–1870), die ein Jahr später die Tochter Marguerite (1870–1942) bekam und an den Folgen der Geburt wenige Tage später verstarb. Bedingt durch Armands viele Auslandsreisen kam Marguerite in die Obhut ihrer Großmutter Ida von Gülich.
Nachdem Armand im Jahr 1873 von der betrügerischen Insolvenz seiner Brüder gehört hatte, verkaufte er sein Geschäft in Argentinien und zog nach Antwerpen, wo er seinen Brüdern den Anwalt Guillaume Bernays vermittelte und ihnen eine größere Summe seines Vermögens zur Insolvenzbegleichung übertrug. Die bei diesem Vorgang entstandene Freundschaft zu dem sich stets weiter entfremdenden Ehepaar Bernays wurde für den jungen alleinerziehenden Witwer durch öffentliche Gerüchte auf die Probe gestellt, die ihm unterstellten, er habe eine Liaison mit Julie Bernays begonnen. Dennoch hielt Peltzer die Kontakte zur Familie Bernays, im Besonderen zu Julie aufrecht, bis er schließlich 1881 durch die zweite Ehevereinbarung des Ehepaars Hausverbot bekam. Daraufhin suchte er nach einer Möglichkeit, sich des mittlerweile ungeliebten „Nebenbuhlers“ zu entledigen, und fasste mit seinem Bruder Léon, der eigens zu diesem Plan aus New York nach Antwerpen gezogen war, einen folgenschweren Entschluss.

### Léon Peltzer

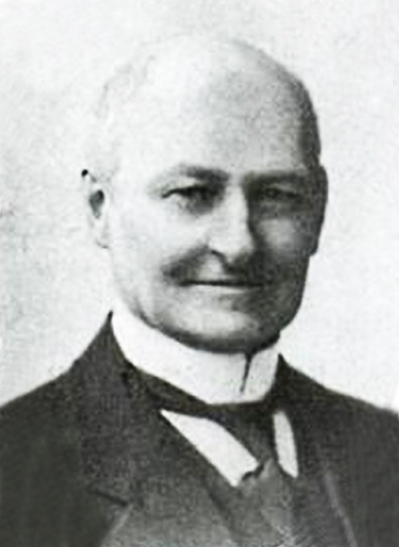
Léon Peltzer

Léon Peltzer (* 1847 in Verviers; † 1922 in Klemskerke bei De Haan) war ein Weltenbummler, der in vielen Staaten sein Glück als Geschäftsmann versuchte, oftmals jedoch ohne Erfolg und meist mit unlauteren oder gar kriminellen Mitteln. Léon und James Peltzer betrieben in Antwerpen ein Import-Export-Geschäft. Dadurch waren sie bereits flüchtig mit der Familie Bernays bekannt geworden und auch zu deren Hochzeit im Jahr 1872 eingeladen worden. Nach dem Bankrott des Import-Export-Geschäftes und dem Abschluss eines Verfahrens wegen Insolvenzverschleppung versuchte Léon Peltzer als Geschäftsmann in Manchester, Buenos Aires und London wieder Fuß zu fassen, saß dabei jedoch oftmals wegen Unterschlagung und Betrug in den örtlichen Gefängnissen. Schließlich landete er unter dem Pseudonym „Fréderic Albert“ in New York und erhielt einen Job bei der Firma „Goodman & Kraker“. Im Jahr 1881 kündigte Peltzer seinen dortigen Vertrag mit der Begründung, dass er nach Kanada ziehen müsse, um einem Freund zu helfen. In Wahrheit kehrte er jedoch nach Antwerpen zurück, um seinen Bruder Armand bei dessen kriminellem Vorhaben zu unterstützen.

## Mordplan und Ausführung

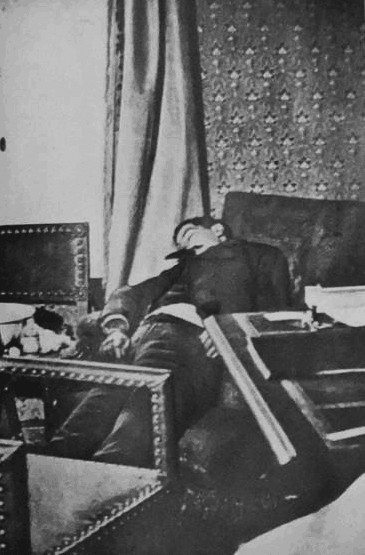
Mordopfer Guillaume Bernays

Nachdem die Ehe von Guillaume und Julie Bernays erneut vertraglich festgeschrieben und Armand Peltzer mit Hausverbot belegt worden war, sah Peltzer keine andere Möglichkeit mehr, als Guillaume zu ermorden, um danach mit Julie eine offizielle Beziehung eingehen zu können. Da er in der Familie Bernays und deren Umfeld weithin bekannt war, erklärte sich sein nach Antwerpen zurückgekehrter Bruder Léon, der durch Armands selbstlosen Einsatz bei seinem Insolvenzverfahren noch in dessen Schuld stand, bereit, die Ausführung zu übernehmen. Um die Details zu klären, trafen sie sich mehrfach zu konspirativen Sitzungen unter falschen Namen in Paris und Brüssel.
Léon Peltzer beschaffte sich einen Revolver, ließ sich eine Perücke anfertigen und mietete unter dem Pseudonym „Henry Vaughan“ einen repräsentativen Geschäftsraum in der Rue de la Loi 159 in Brüssel an. Er gab sich als Reeder aus, der mit dem Seerechts-Anwalt Guillaume Bernays die Modalitäten für eine neue Schifffahrtslinie zwischen Bremen, Hamburg, Amsterdam und Australien besprechen wollte. Wegen eines angeblich übervollen Zeitplans bestand Peltzer/Vaughan darauf, das Treffen in dem Brüsseler Büro abzuhalten. Bernays, der für Geschäftsabsprachen eigentlich selten sein Antwerpener Büro verließ, fuhr daraufhin am 7. Januar 1882 nach Brüssel. Dort wurde er in „Vaughans“ Büro von Peltzer mit einem Schuss in den Nacken ermordet, wobei der genaue Ablauf nie eindeutig geklärt werden konnte.
Anschließend begab sich Peltzer über Deutschland und Österreich in die Schweiz. Da die Leiche von Bernays bis dahin unentdeckt geblieben war, sandte er aus Basel einen in englischer Sprache abgefassten Brief mit Datum vom 16. Januar 1882 an den Untersuchungsrichter, in dem er als Henry Vaughan gestand, Bernays durch einen unglücklichen Zufall erschossen zu haben, und als Ort der Tat Rue de la Loi Nr. 159 bekanntgab. Daraufhin wurde Bernays’ Leiche am 19. Januar 1882 von der Polizei entdeckt.

## Ermittlungen und Verfahren

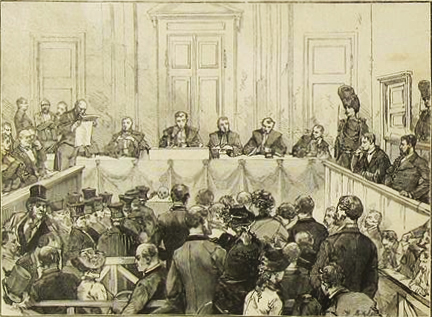
Strafprozess Peltzer

Weil die Polizei trotz ausgelobter Belohnung in Höhe von 25.000 Belgischen Franken bei ihren Ermittlungen bezüglich der Identität Henry Vaughans nicht vorankam, veröffentlichte sie verschiedene Dokumente und auch den „Geständnisbrief“ vom 16. Januar in der Presse. Dabei erkannte ein Apotheker aus Verviers Léons Handschrift wieder und gab dies bei der Polizei zu Protokoll. Diese erließ am 16. Februar 1882 einen internationalen Haftbefehl gegen Léon Peltzer, der daraufhin auf der Flucht am 7. März 1882 am Kölner Hauptbahnhof festgenommen werden konnte. Sein Bruder Armand war bereits Tage zuvor verhaftet worden, da er als angeblicher Geliebter der Ehefrau Bernays zunächst als Hauptverdächtiger galt.
Die gesamten Untersuchungen dauerten zehn Monate, in denen mehr als 300 Rechtshilfeersuchen ausgestellt und 107 Zeugen angehört wurden. Schließlich fand vom 27. November bis 23. Dezember 1882 vor dem Geschworenengericht in Brüssel der Prozess statt, bei dem der Richter nur mit Mühe das anwesende Publikum darin hindern konnte, seine Erbitterung gegenüber dem Angeklagten in unzulässiger Weise zu zeigen. Der Hauptangeklagte Léon Peltzer verwickelte sich dabei bezüglich des eigentlichen Tathergangs in der Rue de la Loi in Widersprüche. Er versuchte seine Tat als Unfall im Verlauf einer Auseinandersetzung darzustellen, die entstanden sei, als Bernays seine Identität entdeckt habe. Letztendlich blieb es, was den genauen Ablauf betraf, bei Indizien. Sowohl Léon als Vollstrecker als auch sein Bruder Armand Peltzer als Auftraggeber wurden schuldig gesprochen und zum Tode verurteilt. Da zu diesem Zeitpunkt die Todesstrafe in Belgien nicht mehr vollstreckt wurde, wandelte das Gericht ihre Strafen in lebenslange Haft um und sie wurden im Gefängnis von Löwen inhaftiert.
Julie Bernays und James Peltzer, der dritte Bruder und ehemalige Geschäftspartner von Léon, waren der Mittäterschaft und/oder Mitwisserschaft verdächtigt und im Prozess mitangeklagt worden. Sie konnten jedoch von jeglichem Verdacht entlastet werden und wurden freigesprochen.

## Nachwirkungen
Armand Peltzer starb nach drei Jahren Haft im Alter von nur 42 Jahren am 10. Oktober 1885 im Gefängnis von Löwen. Seine Tochter Marguerite heiratete 1889 mit 19 Jahren und bekam einen Sohn und drei Töchter, die allesamt in Köln geboren wurden. Sie nahm auch ihre Großmutter Ida von Gülich, die ihre „Ersatzmutter“ gewesen war, bei sich auf, bis diese 1917 in Köln verstarb.
Léon Peltzer zeigte sich später reumütig und führte sowohl mit dem Gefängnisdirektor als auch mit verschiedenen Redakteuren Verhandlungen über eine Buchveröffentlichung zur Mordsache Bernays. Dies trug zu seiner vorzeitigen Freilassung wegen guter Führung durch den belgischen Justizminister Henri Carton de Wiart am 17. Oktober 1911 bei. Mit Hilfe seiner in Stuttgart lebenden Schwester Adele Ernestine, verheiratete Clason, zog er zunächst nach London und fand, obwohl schon über 65 Jahre alt, einige Monate später eine Stelle als Betriebsleiter in Ceylon. Zu einem unbekannten Zeitpunkt kehrte er wieder nach Belgien zurück und starb am 3. Juli 1922 durch Ertrinken in der Nordsee in Klemskerke bei De Haan. Die Ermittlungsbehörden gingen von einem Selbstmord aus.
Julie Bernays heiratete 1886 ihren Anwalt Fréderic Delvaux, der sie vor Gericht vertreten hatte, und nahm dessen Familiennamen an. Sie arbeitete später als Kolumnistin bei einer Antwerpener Tageszeitung und schrieb kleinere Kindergeschichten. Julie Delvaux starb am 10. Mai 1928 in Antwerpen. Ihr 1874 geborener Sohn Édouard Victor Marie Guillaume wurde später Anwalt in Antwerpen sowie Vater von zwei Kindern; er starb 1940.
James Peltzer veröffentlichte 1885 als Erster ein Buch über die Affäre, in dem er detailliert über die Umstände, die zur Tat führten, und über das Verfahren selbst berichtete. Später wurde der Justizfall Peltzer noch mehrfach publizistisch verarbeitet und Basis für Drehbücher zu Theateraufführungen und Filmproduktionen und auch in dem Comic Tif et Tondu, l’affaire Peltzer von Willy Maltaite („Will“) thematisiert.

### Schauspiel
- Edmond Picard: Le juré, Monodrama in 5 Akten, 1887
- Archie Mayo: Der Mann mit zwei Gesichtern (The Man with Two Faces), Spielfilm, 1934

### Filmographie
- Claude Barma: L’Affaire Peltzer, Émission française de la série En votre âme et conscience, 14. Januar 1958[7]